# Володар Борисфену (балет)
«Володар Борисфену» — балет-легенда на 2 дії українського композитора Євгена Станковича, написаний на замовлення українських політиків — Анатолія Толстоухова, Володимира Зубанова — для Національного академічного театру опери та балету України імені Т. Г. Шевченка у рамках проекту «Україна: історія великого народу», який у 2007 розпочався з книжкової серії. Лібрето — Анатолія Толстоухова, Володимира Зубанова, Василя Туркевича.

## Стислий зміст[1]
Історична основа сюжету балету — війна кочових племен проти Римської імперії.

### Дія перша
Картина перша
З далеких віків приходить до нас гусляр, щоб оповісти звідки пішла Україна-Русь і народ її, і неначе відкриває перед нами завісу часу…
На капищі дівчата прикрашають квітами і вінками поставу бога Перуна, перед яким має відбутися посвячення юнаків у воїни. На капище влітають хлопці, щоб відсвяткувати важливий у їхній долі день. Серед юнаків і юний княжич Кий. Душі молодих слов'ян переповнюють щастя і радість Кий вражений красою юної Зореслави. Вони йдуть назустріч один одному. Юнаки і дівчата зникають, і перед грізним Перуном вони залишаються вдвох. Звідусіль на капище поспішають люди. Усі чекають знаку великого Перуна, за яким житиме далі народ. Жерці розпочинають посвячення у воїни. Старший волхв виконує ритуал піднесення чаші із напоєм мужності. У ту мить, коли Верховний жрець вручає юному Кию меч, усе покриває темінь. Блискавки пронизують небо — сам Перун благословляє юнака на великі діяння. Усі падають ниці. Вітер розвіває одежі Великого волхва і юного Кия. Перед ними виникає видіння майбутнього: прекрасне місто — столиця великої держави. І це пророцтво закарбовується у душі юного Кия, він відчуває, що має здійснити великі діяння для свого народу.
Картина друга
На фоні тогочасної карти світу з'являються чужинські воїни на чолі з сином Аттіли — молодим і запальним Ірнеком. Гуни прийшли до берегів Дніпра-Борисфену не для війни, а запропонувати слов'янським воїнам виступити разом проти Візантії. Посли гунів пропонують укласти угоду і присягнути іменами своїх богів бути вірними у війні, яка має вирішити долю Європи. В розпалі святкування виникає бійка між юнаками, посвяченими у воїни, і гунами, які недостатньо поштиво поставилися до старійшин і молодих жінок. Кию й Ірнеку із трудом вдається вгамувати розбурхану юрбу… Зореслава налякана. Верховний жрець і старійшини благословляють Кия в похід.

### Дія друга
Картина третя
Карта світу V століття. Перед нею проносяться воїни різних народів, серед яких і юний Кий із своїми воїнами. Чим ближче вони до кордонів могутньої імперії тим червонішою стає карта.
В світлому місті на Дунаї ніхто не передчуває страшної загрози, Юна Октавія, яка вперше отримала право взяти участь у традиційному карнавалі на честь богині кохання Венери, разом із коханим Феліціо, радіє життю і майбутньому. Радісно сприймають життя і їхні друзі. Враз на майданвриваються чужинські воїни. У них не має жалю до мирних людей. Феліціо кидається на захист Октаві і падає мертвим від меча гуна. Октавія, засліплена горем і страхом, ховається, але до неї кидається Ірнек і знущається над незахищеною дівчиною. В цю мить на майдан вривається Кий і стає між Октавією і Ірнеком. У серці юного слов'янина спалахує вогонь любові. Немов у мареві бачить Кий Зореславу, а Октавія бачить свого Феліціо. На митьзабувають вони про війну і горе. Ірнек вважає Октавію своєю здобиччю. Кий пропонує вирішити суперечку у двобої. Кий здобуває перемогу і як сильніший дає Октавії волю. Ірнек вражений силою і лицарством слов'янина. Кий розуміє, що гуни й далі сіятимуть смерть і руїни. Лицарська честь не дозволяє йому брати участь у цьому. Молодий княжич вирішує повернутися до берегів Дніпра-Борисфену.
Картина четверта
Кий з військом повертається на спустошену рідну землю. Серце княжича розривається від болю і гніву. Він має помститися чужинцям. Вмираюча жінка благає синаа принести води, але хлопчик не встигає донести джбанок. У сльозах він дивиться на Кия. Впавши на коліна, Кий випиває воду, немов дає клятву рідній землі і рідному народу, що поверне рідному краю спокій і мир. Вода з Борисфену наповнює його силою і незборимим духом.
Народ радісно зустрічає Кия, який розбив чужинське військо і звільнив рідну землю. Безмежне щастя юного князя-воїна, Зореслави і народу. Знову перед очима Кия постає видіння. Він бачить, як серед безкраїх полів і лісів на високих придніпровських горах постає величне місто — слов'янська столиця, яку нащадки на честь легендарного князя-воїна назвуть Київ.
Маленький хлопчик-гусляр починає оповідь про велике місто, яка стане столицею великої держави і великого народу.

## Прем'єра
Прем'єра балету «Володар Борисфену» відбулася у 12 грудня 2010 року. Балетмейстер-постановник — Віктор Яременко, диригент-постановник — Олексій Баклан, художники-постановники — Олексій Чебикін та Олександр Цугорка. Головні партії у цій постановці виконують: Народна артистка України Олена Філіп'єва, Заслужені артисти України Наталія Лазебникова, Тетяна Льозова, Наталя Мацак (Зореслава), Тетяна Голякова (Октавія), Сергій Сидорський (Кий), Народний артист України Максим Мотков, Заслужений артист України Руслан Бенціанов (Ірнек).
Як стверджують автори проекту, Анатолій Толстоухов та народний депутат від Партії регіонів Володимир Зубанов, ця ідея не змогла б набути практичного втілення без творчої співпраці з композитором Євгеном Станковичем, співавтором лібрето Василем Туркевичем, диригентом-постановником Олексієм Бакланом, балетмейстером-постановником Віктором Яременко, генеральним директором-художнім керівником Національної опери України Петром Чуприною, а також Міністром культури України Михайлом Кулиняком.

## Цікаві факти
- 8 квітня 2011 року на сцені Львівського національного театру опери та балету ім. Соломії Крушельницької трупа Національного академічного театру опери та балету України ім. Т. Г. Шевченка презентувала балет «Володар Борисфену». [Архівовано 20 вересня 2020 у Wayback Machine.]
- Балет «Володар Борисфену» поповнив оперно-балетний доробок про історію Києва, до якого входять опери «Руслан і Людмила» М. Глинки, «Аскольдова могила» О. Верстовського, «Рогнєда» О. Сєрова, «Анна-Ярославна — королева Франції» А. Рудницького, «Ярослав Мудрий» Г. Майбороди, «Ярослав Мудрий», Ю. Мейтуса, балети «Ольга» («Княгиня Ольга»), «Вікінги» Є. Станковича, «Володимир Христитель», «Фрески Софії Київської» В. Кікти.[2]